# Porcellionides meridionalis
Porcellionides meridionalis is een pissebed uit de familie Porcellionidae. De wetenschappelijke naam van de soort is voor het eerst geldig gepubliceerd in 1890 door Aubert & Dollfus.